# Claude Forget
Pour les articles homonymes, voir Forget.
Claude E. Forget, né le 28 mai 1936, est un économiste et homme politique québécois. Il est député de la circonscription de Saint-Laurent de 1973 à 1981, sous la bannière du Parti libéral du Québec. 

## Biographie
Né à Montréal, Claude Forget détient une maîtrise en finances publiques de la London School of Economics and Political Science, ainsi qu'un baccalauréat en économie. Il est admis au Barreau du Québec en 1959, et est professeur d'économie à l'Université de Montréal pendant 3 ans. De 1964 à 1966, il effectue des études postgraduées en économique et recherche opérationnelle à l'Université Johns-Hopkins. Il est membre de l'Association canadienne d'économique et de la Montreal Economics Association.
De 1963 à 1964, il est recherchiste à la Commission royale d'enquête sur la fiscalité. Il est ensuite secrétaire et coordonnateur du comité des sous-ministres des Affaires intergouvernementales, des Finances et du Revenu. Ce comité est chargé d'orienter l'attitude du Québec dans la réforme des lois de l'impôt en 1967. 
Toujours en 1967, il est secrétaire, puis président, en 1968, de la Ligue des droits de l'homme. Il est consultant à la Commission d'enquête sur la santé et le bien-être social de 1968 à 1970. De 1969 à 1971, il est directeur de recherche du comité canado-américain de la Private Planning Association of Canada (C.D. Howe Institute), puis sous-ministre adjoint au ministère de la Santé et des Affaires sociales du Québec de 1971 à 1973.
En 1973, il est élu à l'Assemblée nationale du Québec dans la circonscription de Saint-Laurent sous la bannière libérale. Il est ministre des Affaires sociales de 1973 à 1976 dans le cabinet de Robert Bourassa. Il est réélu en 1976 et 1981. Il démissionne le 17 novembre 1981.
Après sa démission, il devient associé dans un cabinet de consultation stratégique, de 1984 à 1989. De septembre 1985 à novembre 1986, il est président de la Commission royale d'enquête sur l'assurance-chômage. Il est ensuite président de l'Institut de l'amiante de mars 1987 à juillet 1989. Il est également vice-président principal de la corporation du groupe La Laurentienne de 1989 à 1993, et conseiller spécial du président du conseil d'administration de Télésystème de 1994 à 1998.
Il est membre de plusieurs conseils d'administration de 1988 à 2008. 
Le fonds d’archives de Claude E. Forget est conservé au centre d’archives de Québec de la Bibliothèque et Archives nationales du Québec.

## Distinctions et prix
En 1991, il est nommé officier de l'Ordre du Canada.